# Лагуна-Верде (Болівія)
Лагуна-Верде (ісп. Laguna Verde — «зелене озеро») — рифтове солоне озеро, розташоване на південному заході плато Альтіплано в болівійському департаменті Потосі, біля підніжжя вулкана Ліканкабур. Характерний колір озера викликається його високою мінералізацію. Поверхня озера знаходиться на висоті 4300 м над рівнем моря. Озеро популярне серед туристів через захопливі види та розташовані навколо нього термальні джерела.